# Automolius depressus
Automolius depressus är en skalbaggsart som beskrevs av Blanchard 1850. Automolius depressus ingår i släktet Automolius och familjen Melolonthidae. Inga underarter finns listade.